# Ethylendinitramin
Ethylendinitramin ist eine organische Verbindung, die der Stoffgruppe der Nitramine zugeordnet werden kann. Wie auch andere Stoffe dieser Gruppe besitzt es explosionsgefährliche Eigenschaften und wird als Sprengstoff verwendet.

## Geschichte
Die Verbindung wurde erstmals im Jahre 1887 von A.P.N. Franchimont und E.A. Klobbie beschrieben. Der Einsatz als militärische Sprengstoff erfolgte ab 1935.

## Darstellung und Gewinnung
Die Synthese geht im ersten Schritt von Harnstoff 1 und Ethylencarbonat 2 aus, aus welchen unter Druck Ethylenharnstoff gebildet wird. Dieser wird anschließend mit Mischsäure nitriert. Der resultierende Dinitroethylenharnstoff ergibt dann unter Abspaltung von Kohlendioxid das Endprodukt Ethylendinitramin 3.

## Eigenschaften
Ethylendinitramin bildet orthorhombische, farblose Kristalle. Es ist nicht hygroskopisch. Die Verbindung schmilzt bei 177 °C mit einer Schmelzenthalpie von 29,5 kJ·mol−1. Als zweibasige Säure bildet es die entsprechenden Salze. Die Säurekonstanten betragen pKa1 5,31 und pKa2 6,64. Die Blei- und Silbersalze sind schlagempfindlich.  Die Verbindung ist durch Schlag, Reibung, Feuer und andere Zündquellen besonders explosionsgefährlich und fällt im Umgang unter das Sprengstoffgesetz.
Wichtige Explosionskenngrößen sind:
| Sauerstoffbilanz           | −32 %[1]                                         |
| Stickstoffgehalt           | 37,33 %[1]                                       |
| Normalgasvolumen           | 1047 l·kg−1[1]                                   |
| Explosionswärme            | 4699 kJ·kg−1 (H2O (l)) 4281 kJ·kg−1 (H2O (g))[1] |
| Spezifische Energie        | 1260 kJ·kg−1 (128,5 mt·kg−1)[1]                  |
| Bleiblockausbauchung       | 41,0 cm3·g−1[1]                                  |
| Detonationsgeschwindigkeit | 7570 m·s−1[1]                                    |
| Verpuffungspunkt           | 180 °C[1]                                        |
| Schlagempfindlichkeit      | 8 Nm[1]                                          |
Die Kinetik der thermischen Zersetzung wurde im Temperaturbereich von 184 °C und 254 °C für die Schmelze untersucht. Der Zersetzungsverlauf kann mit einem Zeitgesetz erster Ordnung beschrieben werden. Die Aktivierungsenergie beträgt 127,7 kJ·mol−1, der Arrheniusfaktor 6,31·1012 s−1. Die Halbwertszeiten betragen bei 184 °C 43 s und bei 254 °C 0,5 s. Die Zersetzung verläuft im Feststoff wesentlich langsamer. Aus der Analyse der Zersetzungsgase wurde ein Zersetzungsverlauf nach
{\displaystyle {\ce {C2H6N4O4 -> 2 N2O + CH3CHO + H2O}}}
postuliert, wobei auch Nebenreaktionen mit der Bildung von NO und N2 ablaufen.

## Verwendung
Die Verbindung kann in gepressten Ladungen verwendet werden. In Kombination mit Trinitrotoluol können gießbare, Ednatol genannte Gemische erhalten werden.